# Gegharkunik (communauté)
Pour l’article homonyme, voir Gegharkunik.
Gegharkunik (en arménien Գեղարքունիք ; jusqu'en 1946 Bashkend) est une communauté rurale du marz de Gegharkunik, en Arménie. Fondée en 1828, elle compte 2 108 habitants en 2008.